# دوبریچ (استان خاسکوو)
دوبریچ (به بلغاری: Dobrich) یک منطقهٔ مسکونی در بلغارستان است که در شهرستان دیمیترووگراد واقع شده‌است.